# Янбаєв Ренат Рудольфович
Рена́т Рудо́льфович Янба́єв (нар. 7 квітня 1984, м. Ногінськ, РРФСР) — російський футболіст. Виступає на позиції захисника за московський «Локомотив» та збірну Росії. Заслужений майстер спорту Росії (2008). За національністю — татарин.

## Біографія

### Клубна кар'єра
Футболом розпочав займатися у семирічному віці у СДЮШОР міста Ногінськ. Через три роки перейшов до футбольної школи ЦСКА. У системі підготовки московського клубу Ренат поступово пройшов усі юнацькі команди та став лідером дублюючого складу армійців, однак до першої команди йому пробитися так і не вдалося.
У 2004 році перейшов до «Анжі», що виступав на той час у першому дивізіоні. Янбаєв провів доволі непоганий сезон у складі махачкалинців, чим привернув до себе увагу тренерського штабу ЦСКА, проте знову опинився поза обіймою основних гравців не зігравши у складі армійців жодного матчу.

Наступний клубом Рената стали підмосковні «Хімки», у яких Янбаєв надовго не затримався та перейшов до краснодарської «Кубані», що також виступала у першому дивізіоні. Сезон 2006 року видався для молодого захисника дуже вдалим — він став беззаперечним гравцем основи, відзначився декількома важливими м'ячами, а його клуб підвищився у класі.

Відігравши у Краснодарі ще й перше коло наступного чемпіонату, Ренат знову вирушив до Москви, однак цього разу вже до іншого столичного клубу, яким став «Локомотив». Символічно, що дебют Янбаєва у формі залізничників припав саме на матч з ЦСКА. Незабаром оборону «Локомотива» було вже важко уявити без цього талановитого гравця. Не дивно, що запрошення до збірної Росії не змусило себе чекати. Особливо вдалими видалися чемпіонати 2009 (за підсумками року навіть потрапив до символічної збірної країни) та 2010 років, коли Янбаєв був незмінним гравцем основи, провівши на полі всі поєдинки без винятку. Захисником «Локомотива» серйозно зацікавилися «Зеніт» та «Рубін», однак керівництво московського клубу відмовилося його продавати. Також ходили чутки про те, що Ренат потрапив до сфери інтересів лондонського «Арсеналу».

18 серпня 2011 року в матчі 4 кваліфікаційного раунду Ліги Європи проти «Спартака» (Трнава) Янбаєв забив свій перший м'яч у «Локомотиві» за 4 роки перебування в клубі

### Виступи у збірній
У травні 2008 року був включений до заявочного списку збірної Росії на Чемпіонат Європи 2008 року у Австрії та Швейцарії (щоправда, жодного матчу на турнірі так і не зіграв). Дебютував у збірній 28 травня у матчі з командою Сербії (2:1).
| 01. | 28.05.2008 | Німеччина   | «Вакер-Шпортпарк», Бургхаузен   | Сербія — Росія      | 1-2 | Товариський матч         |  |     |  |
| 02. | 04.06.2008 | Німеччина   | «Вакер-Шпортпарк», Бургхаузен   | Литва — Росія       | 1-4 | Товариський матч         |  |     |  |
| 03. | 20.08.2008 | Росія       | «Локомотив», Москва             | Росія — Нідерланди  | 1-1 | Товариський матч         |  |     |  |
| 04. | 11.10.2008 | Німеччина   | «Зігналь-Ідуна-Парк», Дортмунд  | Німеччина — Росія   | 2-1 | Відбірковий матч ЧС-2010 |  |     |  |
| 05. | 12.08.2009 | Росія       | «Локомотив», Москва             | Росія — Аргентина   | 2-3 | Товариський матч         |  |     |  |
| 06. | 09.09.2009 | Уельс       | «Мілленіум», Кардіфф            | Уельс — Росія       | 1-3 | Відбірковий матч ЧС-2010 |  |     |  |
| 07. | 14.10.2009 | Азербайджан | «Стадіон ім. Т.Бахрамова», Баку | Азербайджан — Росія | 1-1 | Відбірковий матч ЧС-2010 |  | 42' |  |
| 08. | 18.11.2009 | Словенія    | «Людскі Врт», Марібор           | Словенія — Росія    | 1-0 | Відбірковий матч ЧС-2010 |  |     |  |
| 09. | 03.03.2010 | Угорщина    | «ЕТО Парк», Дьйор               | Угорщина — Росія    | 1-1 | Товариський матч         |  | 55' |  |
| 10. | 04.06.2011 | Росія       | «Петровський», Санкт-Петербург  | Росія — Вірменія    | 3-1 | Відбірковий матч ЧЄ-2012 |  |     |  |
| 11. | 07.06.2011 | Австрія     | «Ред Булл Арена», Зальцбург     | Камерун — Росія     | 0-0 | Товариський матч         |  |     |  |

## Досягнення
Клубні трофеї
- Срібний призер першості Росії у першому дивізіоні (2006)
- Володар Кубка Росії (2):

«Локомотив» (Москва): 2014-15, 2016-17
Здобутки у збірній
- Бронзовий призер чемпіонату Європи (2008)

Особисті досягнення
- Заслужений майстер спорту Росії (2008)[4]
- У списках 33 найкращих футболістів Росії (1): № 2 (2009)

## Цікаві факти
- Колишній тренер збірної Росії Гус Гіддінк вважає Янбаєва одним із найбільш швидких гравців у світі[5].
- У серпні 2009 у Ногінську відбувся турнір під патронажем Рената Янбаєва[6].